# ان‌جی‌سی ۱۹۳
ان‌جی‌سی ۱۹۳ (انگلیسی: NGC 193) نام یک کهکشان عدسی در صورت فلکی ماهی است.